# Equidna de musell llarg d'Attenborough
L'equidna de musell llarg d'Attenborough (Zaglossus attenboroughi) és una de les tres espècies d'equidnes de musell llarg de Nova Guinea. Fou anomenat en honor de Sir David Attenborough. Viu a les muntanyes Cíclopes de la província de Papua, a prop de les ciutats de Sentani i Jayapura.
Documentat per primer cop en 1961 pels neerlandesos, es plantejava la possibilitat que estigués extinta fins a finals de 2023, quan una expedició científica de la Universitat d'Oxford el va detectar per segon cop a la història a les Cíclopes.